# Riserva Makah

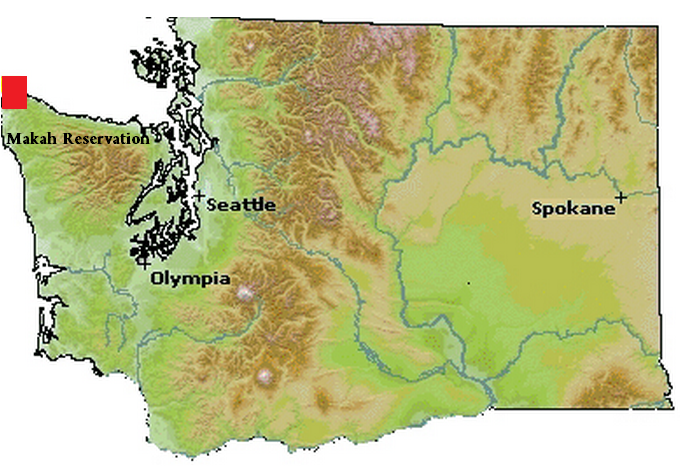
Ubicazione della riserva Makah rispetto allo stato di Washington

La riserva Makah è una riserva indiana, del popolo nativo americano Makah, ubicata sulla punta nord-occidentale della penisola Olimpica nella contea di Clallam dello stato di Washington, negli Stati Uniti d'America. Il confine settentrionale della riserva è lo Stretto di Juan de Fuca mentre quello occidentale è costituito dall'Oceano Pacifico. Ricopre un'area di 121,451 km² ed ha una popolazione residente di 1.356 persone secondo il censimento del 2010. La sua più grande comunità è Neah Bay. 
I Makah, nei primi anni del XII secolo, abitavano Capo Flattery. Secondo la spedizione di Lewis e Clark, se ne contavano circa 2.000. Essi sono il gruppo linguistico più a sud dei Wakashan e l'unico gruppo di questa famiglia che vive all'interno degli attuali confini degli Stati Uniti d'America. Altri gruppi sono I First Nations che vivono sulla costa occidentale dell'Isola di Vancouver in Canada. 
La terra dei Makah era fondamentalmente quella della zona costiera del Nord-ovest Pacifico. Nel 1855 cedettero tutte le loro terre negli Stati Uniti eccetto una piccola area su Capo Flattery che fu mantenuta come riserva. Oggi la maggior parte dei 1.600 Makah che vivono negli Stati Uniti abitano nella riserva Makah. Il loro reddito tribale principale proviene dalla selvicoltura.
I membri non tribali che visitano la riserva sono tenuti ad acquistare un pass. Gli ospiti in affari ufficiali ricevono un pass gratuito.